# Livet efter dig
Livet efter dig (engelska: Me Before You) är en romantisk dramafilm från 2016 baserad på Jojo Moyes bästsäljande roman med samma namn. Filmen regisserades av Thea Sharrock och har Emilia Clarke (känd från Game of Thrones) i rollen som Louisa "Lou" Clark och Sam Claflin (från Hunger Games) som Will Traynor.
Filmen var kommersiellt framgångsrik och uppskattades av många för sin romantik och skådespelarinsatser – särskilt Emilia Clarkes charmiga tolkning av Lou. Men den mötte också kritik, främst från delar av funktionsrättsrörelsen, som menade att filmen förmedlar en negativ bild av livet med funktionsnedsättning.
Soundtracket är också minnesvärt, med låtar från bland annat Ed Sheeran, Imagine Dragons och X Ambassadors, vilket förstärker filmens emotionella stämning.

## Handling
Will Traynor är en ung, framgångsrik och aktiv man som lever ett liv fyllt av resor, affärsframgångar och äventyr. En morgon, på väg till jobbet, blir han påkörd av en motorcykel. Olyckan lämnar honom förlamad från bröstet och nedåt (tetraplegi).
Två år senare möter vi Louisa "Lou" Clark, en sprudlande och något excentrisk ung kvinna i 20-årsåldern från en arbetarklassfamilj i en liten brittisk stad. Hon bor hemma och försörjer sina föräldrar. När hon förlorar sitt jobb på ett kafé, får hon ett oväntat erbjudande – att arbeta som sällskap åt en förlamad man under sex månader. 
Lou börjar arbeta för familjen Traynor och möter Will, som är kall, sarkastisk och tillsynes oemottaglig för hennes närvaro. Han är djupt deprimerad över sitt liv efter olyckan och har stängt sig ute från omvärlden. Lou blir först avskräckt, men bestämmer sig för att försöka göra det bästa av situationen. 
Med tiden mjuknar Will. Lou lyckas med hjälp av sin varma personlighet och kreativitet få honom att skratta igen. De börjar umgås på riktigt, och deras band fördjupas.
Lou får veta av Wills föräldrar att han planerar att resa till Schweiz för att avsluta sitt liv genom assisterat självmord, något han redan försökt diskutera med dem innan Lou anställdes. De gav honom ett halvår till att fundera – och Lou blev en del av deras försök att få honom att ändra sig. När Lou får reda på detta blir hon först förkrossad, men bestämmer sig för att ge allt för att visa honom att livet fortfarande kan vara vackert, även i en annan form. Hon ordnar olika aktiviteter och små resor för att pigga upp honom, inklusive en semesterresa till Mauritius. Under resan erkänner de sina känslor för varandra – Lou är förälskad, och Will älskar henne också.
Lou tror att hon har förändrat hans syn på livet, men Will håller fast vid sitt beslut. Han säger att han inte kan leva ett liv som han inte känner är hans, och att han inte vill att hon ska ge upp sitt liv för att vara med honom i något han inte kan förändra. Lou är förkrossad, men när hon inser att detta verkligen är hans beslut, reser hon till Schweiz för att vara vid hans sida i slutet.
Efter Wills död får Lou ett brev från honom. I brevet tackar han henne för att hon gett honom tillbaka livsglädje, om så bara för en kort tid. Han uppmuntrar henne att leva fullt ut – att resa, studera och våga leva ett större liv än det hon först föreställde sig.
Filmen slutar med att Lou sitter på ett kafé i Paris, med Wills röst i bakgrunden, när hon öppnar brevet. Hon ler, sorgsen men hoppfull – redo att börja sitt nya liv.

## Rollista
| Emilia Clarke    | – Louisa "Lou" Clark          |
| Sam Claflin      | – William "Will" Traynor      |
| Janet McTeer     | – Camilla Traynor             |
| Charles Dance    | – Steven Traynor              |
| Brendan Coyle    | – Bernard Clark               |
| Steve Peacocke   | – Nathan                      |
| Matthew Lewis    | – Patrick                     |
| Jenna Coleman    | – Katrina "Treena" Clark      |
| Samantha Spiro   | – Josie Clark                 |
| Alan Breck       | – Morfar/Farfar               |
| Vanessa Kirby    | – Alicia Dawares              |
| Joanna Lumley    | – Mary Rawlinson              |
| Ben Lloyd-Hughes | – Rupert Collins              |
| Diane Morgan     | – Sharon                      |
| Chris Wilson     | – Borgmästare Timothy Dawares |